# 후지모토 사다요시
후지모토 사다요시(일본어: 藤本 定義, 1904년 12월 20일 ~ 1981년 2월 18일)는 일본의 전 프로 야구 감독이다. 에히메현 마쓰야마시 출신이며 도쿄 교진군 초대 감독을 맡는 등 여러 프로팀에서 지도자를 역임했는데 본인 이후 한때 감독들이 30번을 달았으나 에가와 스구루의 맹활약 이후 투수들이 30번을 달고 있다.

## 인물
마쓰야마 상업학교(현재의 에히메 현립 마쓰야마 상업고등학교), 와세다 대학에서 투수로 활약했으며 1925년 가을에 부활된 와세다와 게이오기주쿠 대학의 정기전인 소케이센에서 승리 투수가 됐다. 당시에 날카로운 커브를 다루어 ‘곡선의 후지모토’(カーブの藤本)라고 불리었다. 졸업 후 도쿄 철도국 야구부(현재의 JR 동일본 경식 야구부)의 감독이 됐다. 1935년 제1회 미국 원정에서 귀국한 도쿄 교진군과의 순회 경기에서 2승을 올렸다. 이 때의 순회 경기에서 도쿄 교진군은 36승 3패를 기록했는데 3패 중 2패를 기록시킨 수완을 인정받아 도쿄 교진군의 감독으로 초빙됐다.
1936년 6월 16일에 제2회 미국 원정에서 귀국한 팀에 감독으로서 합류했다. 이 해부터 시작된 공식 경기에 임했지만 그 직후 하계 대회에서 2승 5패를 기록하여 참패했다. 이러한 경위에서 요미우리의 구단 역사는 후지모토를 초대 감독으로 규정하고 있다. 또한 미국 원정에서 컨디션이 떨어져 있던 팀을 강화하기 위해 미하라 오사무를 조감독 겸임 선수로 복귀시켜 군마현 다테바야시시의 분부쿠 구장에서 맹연습을 했다. 추계 대회에서는 도쿄 교진군을 공식전 제1회 우승 구단으로 이끌었다. 감독 재임 7년간 9시즌 7차례 우승이라는 요미우리의 1차 황금기를 구축했으며 1943년 시즌 종료 후인 1월 14일에 사임했다(참고로 당시 후지모토는 요미우리의 운영 회사인 ‘주식회사 대일본도쿄야구클럽’의 이사도 겸임하고 있었기 때문에 이에 대해서도 사의를 표명했지만 구단은 감독 사표만 수리했다). 이후 후지모토는 아사히군의 구단주였던 다무라 고마지로에게서 다무라가 경영하는 다무라코마의 비서로 일하며 공습으로 집을 잃은 전쟁 말기에는 도쿄의 다무라코마 관저에서 다무라에게 의지하고 있었다. 당시에 다무라가 후지모토를 부른 이유는 훗날 아사히군의 감독으로 임명할 의향이 있었기 때문이다.
1946년에는 다무라의 의향을 받아들여 프로 야구가 재개되자 퍼시픽의 감독으로 야구계에 복귀했다. 또한 선수들의 처우 개선을 위해 ‘일본 야구 선수회’(현재의 일본 프로 야구 선수회)를 발족시켜 초대 회장으로 취임했다. 1947년 12월 4일부로 감독직을 사임했으며 1948년부터 1956년까지 긴세이 스타스(1949년부터는 ‘다이에이 스타스’로 구단명을 변경)의 감독, 1957년부터 1959년까지 한큐 브레이브스의 감독을 지냈으며, 1959년 12월 14일에 한신 타이거스의 수석 겸 투수 코치로 취임했다. 1961년 시즌 도중인 6월 6일부터 한신 감독 대행으로 부임하면서 같은 해인 7월 19일에 감독으로 승격했다. 1962년에 ‘타도 요미우리’를 내걸고 요미우리의 OB인 아오타 노보루를 코치로 초빙해 1962년과 1964년에 리그 우승을 이끌었다. 1965년 10월 28일에 자신은 총감독으로 부임하고 스기시타 시게루 투수 코치에게 감독 자리를 넘겨줬다. 하지만 시즌 도중 스기시타가 감독직에서 사임함에 따라 1966년 8월 13일에 다시 감독으로 복귀했다. 1968년 10월 21일에 용퇴하겠다는 입장을 밝혀 같은 해 11월 19일 구단의 기술 고문으로 발탁됐다. 감독으로 재임한 기간인 29년은 역대 최장 기간이며 감독으로서 재임한 구단수인 5개는 미하라 오사무, 이시모토 슈이치와 대등한 타이 기록이다. 또한 1968년의 1군 감독 재임은 프로 선수로서의 경험이 없는 1군 감독이 재임한 마지막 사례였다.
전쟁 이전에는 ‘모린지의 맹연습’(茂林寺の猛練習)이라는 스파르타 감독의 이미지가 강했으나 전쟁 이후에는 ‘이요의 옛 너구리’(伊予の古狸)라는 별명을 취하는 것처럼 지략을 앞세웠다. 또한 선수단의 인심 장악에 뛰어난 감독이었다.
1937년 리그전에서는 동일 구단과의 2연전에서 “1차전에 사와무라 에이지, 2차전에 빅토르 스타루힌 또는 마에카와 하치로를 투입한다”와 “선발 투수는 사전 등판일을 예고한다”라는 등의 현대의 선발 로테이션 개념과 비슷한 가치관을 가지고 있었다. 한큐 브레이브스 감독 시절 일본에서 처음으로 ‘선발 로테이션’을 본격적으로 도입해 팀의 에이스였던 요네다 데쓰야와 가지모토 다카오를 일정한 등판 간격으로 기용하면서 당시 일반적인 방식이었던 에이스 연속 기용을 가리켜 “30승 투수를 내는 것은 감독의 수치”라며 정면으로 비판했다. 한신에서도 로테이션을 기용해 1962년에는 고야마 마사아키와 무라야마 미노루, 1964년에는 진 바크의 활약으로 우승했다. 고야마와 무라야마를 축으로 페넌트레이스의 초점이 될 요미우리전부터 역으로 계산해 선발 투수를 정하는 이른바 ‘두루마리 로테이션’이라는 방식을 사용하기도 했다. 한편 선발, 계투진이나 마무리를 기용하는 투수 분업제는 싫어하고 선발 완투형의 투수를 추구했다. 1962년의 고야마는 26차례 완투, 무라야마가 23차례 완투를 기록했으며 1964년에는 바크가 24차례 완투를 기록했다.
후지모토는 도쿄 철도국에 근무하던 시절 통계계로서 국철 각 역의 승강 인원을 집계 정리하는 업무를 담당했던 적이 있어 이 경험이 로테이션 제도의 확립에 도움이 됐다는 말도 있다.
자신이 선수 시절 투수였던 일이 있어 젊은 투수를 귀여워했다. 어깨를 다쳐 요미우리에서 푸대접을 받던 사와무라를 친절하게 돌봐주었고 러시아계라는 이유로 팀 동료들로부터 따돌림을 당하던 스타루힌을 항상 두둔해주었다. 한신의 감독 시절에는 에나쓰 유타카를 아꼈는데 기숙사 방에 에나쓰를 불러 차를 마시며 스타루힌과 사와무라의 이야기를 했다고 한다. 이후 1979년에 에나쓰가 히로시마 도요 카프에서 첫 우승을 경험했을 때 지팡이를 짚고 나타나 “잘됐구나”라며 축하해주었다.
1970년부터 호치 신문 평론가를 맡았고 1974년 일본 야구 명예의 전당에 헌액됐다. 1974년부터 1979년까지 선 TV의 야구 해설자를 맡았고(주로 한큐전의 해설을 담당) 1981년 2월 18일에 향년 76세의 일기로 사망했다.
첫 번째 아내는 전쟁중인 1945년에 잃었고 이후에 다무라 고마지로의 도움으로 다무라의 먼 친척 여성과 재혼했다.

## 에피소드

### 전전의 영상
1936년, 직업 야구 연도 우승 결정전이 된 도쿄 교진군 대 오사카 타이거스(스사키 구장) 3차전 경기를 지켜본 어느 관중에 의한 8mm 카메라로 촬영했던 영상이 2010년대가 돼서야 발견됐다. 당시 교진군이 공격할 때 후지모토가 1루 베이스 코치 역할을 하면서 팀을 지휘했던 모습이 확인됐다.

### 가와카미 데쓰하루와의 관계
에나쓰 유타카는 자신의 저서에서 한신 감독 시절 후지모토의 입장을 보여주는 일화로 다음과 같이 기술했다.
에나쓰가 젊은 시절 올스타전에 출전했을 때 센트럴 리그의 감독이었던 가와카미 데쓰하루의 지시에 따라 등판 횟수가 많았다(올스타전 3연투). 당시 에나쓰는 그것으로 만족했다. 그런데 올스타가 정해진 한신과 요미우리의 경기 전에 후지모토는 가와카미를 한신의 벤치로 불러내어 “어이, 데쓰(哲)! 우리 유타카(에나쓰)를 엄하게 쓰고 말이야. 왜 그랬어? 이 자식!”이라고 격렬하게 꾸짖었다. 위에서 말한대로 투수의 혹사를 싫어했던 후지모토이기에 이전의 제자라고는 하지만 라이벌 구단의 감독을 꾸짖는 의외적인 사건에 대해 당시 이미 명감독으로 이름을 날리던 가와카미는 부동자세로 후지모토의 이야기를 듣고 있을 뿐이었다. 에나쓰는 당시 프로팀에 입단한 지 얼마되지 않은 무렵에 후지모토는 에나쓰를 귀여워했다. 야구인으로서 말년에 접어들고 있던 당시의 후지모토는 에나쓰에게 호들갑스런 할아버지로 비추어졌고, 후지모토는 에나쓰에게 야구계의 옛날 이야기를 해주는 것을 좋아했다. 그런 후지모토가 옛날 악마 감독 시절로 돌아가 갑자기 가와카미에게 고함을 지르고 천하의 감독이었던 가와카미가 속수무책없이 우두커니 서 있는 모습을 보고 엄청난 충격을 받았다고 한다.

### 일본 시리즈 우승 경험 없음
도쿄 교진군에서 7차례 리그 우승을 하였지만 단일 리그 시대였기 때문에 일본 시리즈가 열리지 않았으므로 리그 우승의 결과로 일본 시리즈에 출전한 것은 한신 시절인 1962년과 1964년 두 차례 뿐이며 모두 우승 달성에는 실패했다. 개인 통산 1,000승 이상을 기록한 감독으로서 일본 시리즈 우승 경험이 없는 것은 후지모토 외에 니시모토 유키오, 벳토 가오루(리그 우승조차 없다) 등 2명 뿐이다.

### 일본 프로 야구 최초의 몰수 경기
1946년에 퍼시픽의 감독으로 취임했을 때 전쟁 이전에 타 구단에 소속돼 있던 선수들을 입단시킨 것이 화근이 되어 몰수 경기를 경험하게 됐다. 1946년부터 프로 야구가 부활했지만 전쟁 이후의 혼란 속에서 선수 계약을 둘러싸고 논의가 엇갈렸다. 구체적으로는 프로 야구가 일시 중단된 시점에서 어느 한 팀에 소속돼 있던 선수들은 그 팀에 돌아가야 한다는 의견과 전쟁 이후 새롭게 출발한다는 의미에서 전쟁 이전의 소속팀에 얽매일 필요가 없다는 의견이 팽팽하게 대립했던 것이다.
후지모토는 “전쟁이 끝나고 일본도 원점에서 새롭게 시작하는 것이니 직업 야구도 원점에서 다시 출발해야 한다. 따라서 선수들 역시 자유롭게 구단을 선택할 수 있어야 한다”라는 후자의 생각을 지지하고 있어(1944년 11월에 프로 야구가 중단되고 구단이 해산됐을 때 선수들의 이후 생활에 대한 일말의 고려 없이 일방적으로 해고해 놓고 이제 와서 선수 보유권을 주장하는 구단 측의 대응에 후지모토는 불만을 품었다) 전쟁 이전에 도쿄 교진군의 소속이었던 빅토르 스타루힌과 시라이시 가쓰미, 그리고 전쟁 이전에는 한신 소속이던 후지이 이사무를 도쿄 교진군과 한신 양 구단의 허가 없이 퍼시픽에 입단시켰다.
이에 대해 일본 야구 연맹은 “조사도 필요하고, 다양한 의견을 청취해서 신중하게 결정해야 한다. 그 때까지는 대상 선수들의 출전을 일시 보류하기로 한다”라는 권고를 전 구단을 상대로 내렸다. 하지만 앞에서 말한 이유에서 연맹의 조사는 장기화됐고 세 선수들의 출전을 바라는 팬들의 목소리도 높았기에 5월 20일의 세네터스전, 5월 23일의 그레이트 링전, 5월 24일의 한큐 브레이브스전, 5월 26일의 그레이트 링전(모두 한큐 니시노미야 구장) 등 모두 4경기에 시라이시와 후지이 등 두 명의 선수를 연맹의 허가 없이 출전시켰다. 이 사실을 안 도쿄 교진군과 한신은 일본 야구 연맹에 제소했다.
이에 맞서 후지모토는 앞에서 말했던 구단의 대응에 대한 불만에 더해 역시 전쟁 이전의 도쿄 교진군 선수였던 아오타 노보루와 마에카와 하치로가 한큐와 계약하여 시라이시나 후지이와 마찬가지로 경기에 출전했음에도 불구하고 불문에 부쳐졌다는 점, 한큐 구단 대표가 자신을 비판했다는 점을 들어 반론을 펼쳤다.
그 후 10월 4일, 일본 야구 연맹은 “전전의 소속 구단에서 급여를 못 받았기 때문에 세 선수의 퍼시픽 이적은 허가하나, 시라이시와 후지이가 출전했던 5월의 네 경기는 퍼시픽의 선수라는 판정이 나오기 이전으로 간주하여 몰수 경기로 한다”라는 판정을 내렸다. 이와 동시에 후지모토는 10월 10일부터 10월 18일까지 출장 정지 처분과 200엔의 벌금이 부과됐다. 퍼시픽으로서는 몰수 경기가 선언된 네 경기 중 세 경기는 패했기 때문에 몰수 경기에 의한 영향이 미미했지만 5월 26일의 그레이트 링전은 7대 4로 승리를 거두었기에 몰수 경기 처리로 승패가 뒤바뀌었다. 네 경기 이후에 스타루힌·후지이·시라이시가 출전했던 경기에 대해서는 퍼시픽 선수의 재정이 나온 이후로 간주됐기 때문에 몰수 경기가 되지 않았다.
그리고 이 몰수 경기는 도쿄 교진군이 전후 첫 해(1946년)에 우승을 놓치는 한 원인으로 작용했다. 그 해에는 그레이트 링이 65승 2무 38패(승률 .631), 도쿄 교진군이 64승 2무 39패(승률 .621)로 만약 연맹의 몰수 경기 판정이 없었더라면 플레이오프라는 결과가 됐을 터라 도쿄 교진군에게 있어서는 간접적으로 우승 쟁탈전 라이벌에게 1승을 헌납하는 수모를 겪어야만 했다.

## 상세 정보

### 출신 학교
- 구제 에히메 현립 마쓰야마 상업학교(현재의 에히메 현립 마쓰야마 상업 고등학교)
- 구제 와세다 대학

### 지도자·기타 경력
- 도쿄 철도국(현재의 JR 동일본 경식 야구부) 감독
- 도쿄 교진군 감독(1936년 ~ 1942년)
- 퍼시픽·다이요 로빈스 감독(1946년 ~ 1947년)
- 긴세이 스타스·다이에이 스타스 감독(1948년 ~ 1956년)
- 한큐 브레이브스 감독(1957년 ~ 1959년)
- 오사카 타이거스 수석 코치 겸 투수 코치(1960년)
- 오사카 타이거스·한신 타이거스 감독(1961년 ~ 1965년, 1966년 ~ 1968년)

### 수상 경력
- 일본 야구 명예의 전당 헌액자(1974년)

### 등번호
- 22(1936년 ~ 1938년)
- 30(1939년 ~ 1942년, 1946년 ~ 1959년)
- 60(1960년 ~ 1961년 시즌 도중)
- 61(1961년 시즌 도중 ~ 1968년)

### 감독으로서의 팀 성적
| 연도        | 소속            | 순위 | 경기 | 승리 | 패전 | 무승부 | 승률 | 승차                           | 팀 홈런                        | 팀 타율                        | 팀 평균자책점                  | 연령                           |
| ----------- | --------------- | ---- | ---- | ---- | ---- | ------ | ---- | ------------------------------ | ------------------------------ | ------------------------------ | ------------------------------ | ------------------------------ |
| 1936년 하계 | 도쿄 교진군     |      | 7    | 2    | 5    | 0      | .286 |                                | 2                              | .238                           | 3.48                           | 32세                           |
| 1936년 추계 | 도쿄 교진군     | 1위  | 27   | 18   | 9    | 0      | .667 |                                | 1                              | .210                           | 1.40                           | 32세                           |
| 1937년 춘계 | 도쿄 교진군     | 1위  | 56   | 41   | 13   | 2      | .759 | -                              | 7                              | .242                           | 1.53                           | 33세                           |
| 1937년 추계 | 도쿄 교진군     | 2위  | 48   | 30   | 18   | 0      | .625 | 9                              | 21                             | .255                           | 2.31                           | 33세                           |
| 1938년 춘계 | 도쿄 교진군     | 2위  | 35   | 24   | 11   | 0      | .686 | 5                              | 7                              | .250                           | 2.69                           | 34세                           |
| 1938년 추계 | 도쿄 교진군     | 1위  | 40   | 30   | 9    | 1      | .769 | -                              | 22                             | .241                           | 2.04                           | 34세                           |
| 1939년      | 도쿄 교진군     | 1위  | 96   | 66   | 26   | 4      | .717 | -                              | 26                             | .266                           | 2.07                           | 35세                           |
| 1940년      | 도쿄 교진군     | 1위  | 104  | 76   | 28   | 0      | .731 | -                              | 23                             | .237                           | 1.56                           | 36세                           |
| 1941년      | 도쿄 교진군     | 1위  | 86   | 62   | 22   | 2      | .738 | -                              | 23                             | .249                           | 1.75                           | 37세                           |
| 1942년      | 도쿄 교진군     | 1위  | 105  | 73   | 27   | 5      | .730 | -                              | 19                             | .231                           | 1.57                           | 38세                           |
| 1946년      | 퍼시픽 다이요   | 7위  | 105  | 42   | 60   | 3      | .412 | 22.5                           | 24                             | .232                           | 3.23                           | 42세                           |
| 1947년      | 퍼시픽 다이요   | 7위  | 119  | 50   | 64   | 5      | .439 | 28                             | 36                             | .228                           | 2.55                           | 43세                           |
| 1948년      | 긴세이 다이에이 | 7위  | 140  | 60   | 73   | 7      | .451 | 25.5                           | 43                             | .229                           | 2.84                           | 44세                           |
| 1949년      | 긴세이 다이에이 | 3위  | 134  | 67   | 65   | 2      | .508 | 17.5                           | 130                            | .272                           | 4.15                           | 45세                           |
| 1950년      | 긴세이 다이에이 | 3위  | 120  | 62   | 54   | 4      | .534 | 19.5                           | 91                             | .260                           | 3.70                           | 46세                           |
| 1951년      | 긴세이 다이에이 | 4위  | 101  | 41   | 52   | 8      | .441 | 29.5                           | 46                             | .239                           | 3.33                           | 47세                           |
| 1952년      | 긴세이 다이에이 | 4위  | 121  | 55   | 65   | 1      | .458 | 21                             | 68                             | .243                           | 3.38                           | 48세                           |
| 1953년      | 긴세이 다이에이 | 3위  | 120  | 63   | 53   | 4      | .543 | 6.5                            | 30                             | .237                           | 2.67                           | 49세                           |
| 1954년      | 긴세이 다이에이 | 8위  | 140  | 43   | 92   | 5      | .319 | 46                             | 47                             | .222                           | 3.53                           | 50세                           |
| 1955년      | 긴세이 다이에이 | 6위  | 141  | 53   | 87   | 1      | .379 | 46                             | 41                             | .228                           | 2.99                           | 51세                           |
| 1956년      | 긴세이 다이에이 | 7위  | 154  | 57   | 94   | 3      | .380 | 41                             | 46                             | .227                           | 2.89                           | 52세                           |
| 1957년      | 한큐            | 4위  | 132  | 71   | 55   | 6      | .561 | 11.5                           | 56                             | .231                           | 2.41                           | 53세                           |
| 1958년      | 한큐            | 3위  | 130  | 73   | 51   | 6      | .585 | 4.5                            | 41                             | .234                           | 2.54                           | 54세                           |
| 1959년      | 한큐            | 5위  | 134  | 48   | 82   | 4      | .369 | 40                             | 57                             | .222                           | 3.26                           | 55세                           |
| 1961년      | 한신            | 4위  | 130  | 60   | 67   | 3      | .473 | 12.5                           | 80                             | .244                           | 2.60                           | 57세                           |
| 1962년      | 한신            | 1위  | 133  | 75   | 55   | 3      | .577 | -                              | 64                             | .223                           | 2.03                           | 58세                           |
| 1963년      | 한신            | 3위  | 140  | 69   | 70   | 1      | .496 | 14.5                           | 95                             | .239                           | 3.20                           | 59세                           |
| 1964년      | 한신            | 1위  | 140  | 80   | 56   | 4      | .588 | -                              | 114                            | .240                           | 2.75                           | 60세                           |
| 1965년      | 한신            | 3위  | 140  | 71   | 66   | 3      | .518 | 19.5                           | 94                             | .220                           | 2.47                           | 61세                           |
| 1966년      | 한신            | 3위  | 135  | 64   | 66   | 5      | .492 | 25                             | 81                             | .233                           | 2.52                           | 62세                           |
| 1967년      | 한신            | 3위  | 136  | 70   | 60   | 6      | .538 | 14                             | 101                            | .245                           | 2.60                           | 63세                           |
| 1968년      | 한신            | 2위  | 133  | 72   | 58   | 3      | .554 | 5                              | 119                            | .229                           | 2.67                           | 64세                           |
| 통산        | 통산            | 통산 | 3200 | 1657 | 1450 | 93     | .533 | A클래스 : 20회, B클래스 : 11회 | A클래스 : 20회, B클래스 : 11회 | A클래스 : 20회, B클래스 : 11회 | A클래스 : 20회, B클래스 : 11회 | A클래스 : 20회, B클래스 : 11회 |

- 리그 우승 : 9회(단일 리그제는 7회, 양대 리그제는 2회)

1. 1954년에서 1955년, 1963년에서 1965년까지 140경기제
2. 1958년에서 1962년, 1966년에서 1996년까지 130경기제

## 참고 문헌
- 오치 마사노리 《자이언츠의 역사(ジャイアンツの歴史)》, 고분샤(1974년)
- 베이스볼 매거진사 편저 《일본 프로 야구 40년사(日本プロ野球40年史)》, 베이스볼 매거진사(1976년)
- 《교진군 5000승의 기억(巨人軍5000勝の記憶)》, 요미우리 신문사·베이스볼 매거진사(2007년) ISBN 9784583100296
  - p. 12 ‘요미우리 감독에 초빙’, p. 13 ‘모린지의 맹연습’, p. 14 ‘첫 리그 우승, 초대 감독으로서의 소개’
- 나카노 하루유키 《구단 소멸 - 환상의 우승 팀·로빈스와 다무라 고마지로》(지쿠마쇼보, 2001년)